# Charles Macpherson Dobell
 (février 2024).
Si vous disposez d'ouvrages ou d'articles de référence ou si vous connaissez des sites web de qualité traitant du thème abordé ici, merci de compléter l'article en donnant les références utiles à sa vérifiabilité et en les liant à la section « Notes et références ».
Charles Macpherson Dobell , né le 22 juin 1869 à Québec et mort le 17 octobre 1954, est un soldat canadien qui a servi dans les Royal Welch Fusiliers de l'armée britannique.

## Carrière
Né à Québec, fils de Richard Reid Dobell, député, et petit-fils du sénateur Sir David Lewis Macpherson, Dobell a fait ses études à l'école privée du révérend chanoine Von Iffland, à la Quebec High School et à la Charterhouse School en Angleterre. Il a obtenu un diplôme du Collège militaire royal du Canada (collège no 221) en 1890. Il est lieutenant dans l'expédition Hazara de 1891 et participe avec les forces internationales à l'occupation de l'île de Crète, où il est promu major. Il a servi pendant la deuxième guerre des Boers, où il a reçu l'Ordre du service distingué. Après avoir servi au Nigeria, il a été promu lieutenant-colonel. Il sert en Chine pendant la rébellion des Boxers. Il est nommé inspecteur général de la West African Field Force, avec le grade de général de brigade.
Pendant la Première Guerre mondiale, il participe à la campagne du Kamerun et est ensuite promu lieutenant général. Il a servi avec le corps expéditionnaire égyptien dans la campagne du Sinaï et de la Palestine sous les ordres du général Sir Archibald Murray, mais ils ont tous deux été remplacés en 1917.
Dans les honneurs du Nouvel An 1915, il est nommé Compagnon de l'Ordre de Saint-Michel et Saint-Georges. Il a également été nommé Chevalier Commandeur de l'Ordre du Bain.

## Distinctions
- Ordre du Service distingué
- Ordre du Bain